# Fekete zacskómadár
A fekete zacskósmadár (Psarocolius guatimozinus) a madarak osztályának verébalakúak (Passeriformes) rendjébe, azon belül a csirögefélék (Icteridae) családjába tartozó faj.

## Rendszerezése
A fajt Charles Lucien Jules Laurent Bonaparte francia ornitológus írta le 1853-ban, az Ostinops nembe Ostinops guatimozinus néven. Sorolják a Gymnostinops nembe Gymnostinops guatimozinus néven is.

## Előfordulása
Panama és Kolumbia területén honos. A természetes élőhelye szubtrópusi és trópusi síkvidéki esőerdők és száraz erdők. Állandó, nem vonuló faj.

## Megjelenése
A hím testhossza 47 centiméter,  a tojóé 39 centiméter.

## Életmódja
Feltehetően rovarokkal és más ízeltlábúakkal táplálkozik, de kisebb gerinceseket, gyümölcsöt és nektár is fogyaszt.